# Vinnerstads landskommun
Vinnerstads landskommun var en tidigare kommun i Östergötlands län.

## Administrativ historik
När 1862 års kommunalförordningar trädde i kraft bildades över hela landet cirka 2 400 landskommuner (indelningen baserades på socknarna) samt 89 städer och ett mindre antal köpingar.
I Aska härad i Östergötland inrättades då i Vinnerstads socken Vinnerstads landskommun.
Den upphörde år 1948, då den i sin helhet inkorporerades i Motala stad.

## Politik

### Mandatfördelning i Vinnerstads landskommun 1946
| 1 | 14 |

| 15 |